# Зибкове
Зибко́ве — село в Україні, в Онуфріївській селищній громаді Олександрійського району Кіровоградської області. Населення становить 924 осіб. Колишній центр Зибківської сільської ради.

## Історія
Село Зибкове засноване у 1766 р. переселенцями-старообрядцями зі Стародубщини. Назва походить від міста Зибка (сучасний Новозибків, Брянської області, РФ).
У 70-х роках XVIII ст. нащадки Івана Хорвата продали Онуфріївку Михайлу Комбурлею, який був радником, сенатором, цивільним губернатором Волині.
Взимку 1805 року поміщик І. Камбурлей (Комбурлей) переселив зі своїх маєтків Орловської та Тамбовської губерній частину кріпосних селян. Пізніше десять сімей він виграв у карти в одного поміщика із Куртини, а інших кріпосних виміняв у якогось князя за породисту собаку, цих переселенців він розмістив на своїх землях, заснувавши села Камбурліївка (на честь свого прізвища) та Зибкове. І в наш час ці села, у яких проживають нащадки вихідців з Росії, є переважно російськомовними.
Станом на 1886 рік у селі Червонокам'янської волості Олександрійського повіту Херсонської губернії мешкало 1658 осіб, налічувалось 336 дворових господарств, існувала єдиновірча церква, молитовний будинок, земська станція та 9 лавок, відбувались 4 ярмарки на рік: Фоминої неділі, Борисівська, 6 вересня Михайлівська та 17 грудня Данилівська, базари по неділях.

## Населення
Згідно з переписом УРСР 1989 року чисельність наявного населення села становила 1532 особи, з яких 684 чоловіки та 848 жінок.
За переписом населення України 2001 року в селі мешкало 1309 осіб.

### Мова
Розподіл населення за рідною мовою за даними перепису 2001 року:
| Мова       | Чисельність | Відсоток |
| ---------- | ----------- | -------- |
| російська  | 923         | 70,51%   |
| українська | 362         | 27,65%   |
| вірменська | 13          | 0,99%    |
| румунська  | 8           | 0,62%    |
| болгарська | 3           | 0,23%    |
| Усього     | 1309        | 100%     |

## Відомі люди
Уродженцем села є Герой Радянського Союзу К. А. Гаврилов (1922—1997).